# Digital object identifier

A digital object identifier logója

A digital object identifier (digitálisobjektum-azonosító vagy digitális objektumok azonosítója, DOI) elektronikus dokumentumok azonosítását lehetővé tevő jelzés. A DOI a Nemzetközi DOI Alapítvány (International DOI Foundation, IDF) bejegyzett védjegye. Az IDF meghatározása szerint a „DOI név egy digitális azonosító bármely szellemi termék számára”. A DOI lehetővé teszi, hogy „szellemi termékeket digitális hálózatokon állandóan azonosítani lehessen, és a rájuk vonatkozó kurrens adatokat el lehessen érni”.
A DOI-k a Corporation for National Research Initiatives (CNRI) kezelőrendszerén (Handle System) belül a 10. előtaggal vannak ellátva.

## Összehasonlítás más szabványokkal
A DOI és más azonosító rendszerek közti legfontosabb különbség, hogy nem helyhez kötött, nem függ attól, hol található a dokumentum (mint például az URL vagy az URN). Az azonosító rendszer az ISO 26324:2012 (Information and documentation - Digital object identifier system) néven szerepel a nemzetközi szabványok között.

## Digitális objektumok azonosítása
Ezek az objektumok elérhetők az interneten keresztül azon a címen, amelyen elhelyezték. Egyik lehetőség az URL (Uniform Resource Locator), de ennek előfeltétele, hogy ez a cím tartósan megmarad. Általában azonban ezek a címek az interneten mégis többé-kevésbé rövid életűek. (Lásd 404-es hiba).
A DOI olyan rendszer, amely ezzel szemben magát az objektumot azonosítja, nem pedig azt a helyet, amelyen ez momentán megtalálható. A doi azonosítóval ellátott objektumokat elérhetővé teszi az IDF (International DOI Foundation), mint a doi-rendszer üzemeltetője, amennyiben hozzárendeli az objektumokhoz az aktuális elérhetőségeit. Ez annyit jelent, hogy a doi kódon keresztül minden digitális objektumhoz legalább egy URL feltalálható a rendszerben, amelyen az objektum elérhető. A DOI alapítvány a saját közlése szerint a Privacy Information cím alatt a következő pontokat sorolja fel: „Our logs collect and store only domain names or IP addresses, dates and times of visits, and the pages visited.“

## Felépítés
A DOI egyedi alfanumerikus karaktersor, mely egy elő- és egy utótagból áll.
10.1000/182
ahol:
10.1000 az előtag, ezen belül
10 a directory code (jelenleg a 10. egyetlen használatban lévő)
1000 a publisher ID, vagyis a regisztrált kiadó kódja
182 az item ID, vagyis az egyedi dokumentum kódja (általában egy jóval hosszabb szám)
Az előtagot a DOI regisztrációs ügynöksége osztja ki a regisztrálásukat kérőknek. Az utótagot maga a regisztrált adja hozzá, ügyelve arra, hogy az előtagon belül egyedi legyen.

## DOI regisztrációs ügynökségek
DOI azonosítókat regisztrációs ügynökségeken keresztül lehet regisztrálni.

### CrossRef
A CrossRef a folyóiratkiadók nonprofit, független link-csere szervezetének - Publishers International Linking Association, Inc. (PILA) - DOI regisztrációs ügynöksége. Több magyarországi tagja van, köztük az MTA Könyvtár és Információs Központ.

### DataCite
A DataCite kutatási adatok számára DOI azonosítókat biztosító nonprofit szervezet. Magyarországi tagja az MTA Könyvtár és Információs Központ.